# Erzen
L'Erzen è un fiume dell'Albania lungo 109 km che sfocia nel mare Adriatico.

## Percorso
Nasce presso il villaggio di Shëngjergj, sulle pendici meridionali del massiccio del Mali me Gropa, a circa 25 km ad est di Tirana. Scorre in direzione sino al villaggio di Ibë e Poshtme dove piega verso nord-ovest. Dopo aver intersecato in successione l'autostrada Tirana-Elbasan e la strada statale 3 continua il suo percorso lambendo l'estremità sud-occidentale della periferia della capitale albanese. Qui interseca la strada statale 56 e, dopo aver curvato per alcuni chilometri verso sud-ovest, torna a volgersi a nord-ovest. Dopo aver attraversato la cittadina di Shijak entra nella pianura costiera e sfocia nell'Adriatico. 

## Storia
Nel 1951 22 intellettuali furono assassinati dagli agenti del regime comunista di Enver Hoxha e sepolti in una fossa comune lungo le rive dell'Erzen.